# حكومة علي رضا الركابي الثانية / مجلس المديرين/ الحكومة السوريا
تشكل مجلس المديرين أو حكومة الأمير فيصل في 4 آب 1919 وبعد مجيء لجنة الاستفتاء الأميركية (كينغ - كراين)، تقرر ضرورة الانتهاء من الحكم المستمد من قائد القوات الحليفة في الشرق الاوسط، والانتقال الى حكم وطني يكون مرجعه الأمير فيصل بوصفه أميراً البلاد، وتشكل مجلس للمديرين برئاسة الامير. في 26 كانون الثاني 1920 أصدر الأمير فيصل إرادة أميرية بتعديل مجلس المديرين.

## التشكيل الوزراي
تألف مجلس المديرين من:
| المنصب                           | الصورة | شاغل المنصب               | في المنصب من | في المنصب حتى |
| -------------------------------- | ------ | ------------------------- | ------------ | ------------- |
| نائب الأمير فيصل والحاكم العسكري |        | علي رضا الركابي دمشق      |              |               |
| مدير العدل                       |        | إسكندر عموّن جبل لبنان     |              |               |
| مدير الداخلية                    |        | رشيد طليع جبل لبنان       |              |               |
| مدير المالية                     |        | سعيد شقير بيروت           |              |               |
| مدير المعارف                     |        | ساطع الحصري حلب           |              |               |
| رئيس مجلس الشؤون العسكرية        |        | ياسين الهاشمي بغداد       |              |               |
| الأمين العام لمجلس المديرين      |        | جبرائيل حداد طرابلس الشام |              |               |

## الملاحظات
1. ↑  يوثق كتاب سجل الحكومات والوزارات السورية لمازن يوسف صباغ هذا المجلس وحكومة رضا باشا الركابي الأولى (من 30 أيلول 1918 - 4 آب 1919) كحكومة واحدة من 30 أيلول 1918 ولغاية 26 كانون الثاني 1920. موقع رئاسة مجلس الوزراء السوري يسردهما منفصلتين.

## روابط خارجية
- الحكومات السورية على موقع رئاسة مجلس الوزراء
- الحكومات السورية على موقع مجلس الشعب السوري
- وزارات الدولة على بوابة الحكومة الإلكترونية السورية
- الوزارات والهيئات الحكومية على موقع مجلس الشعب السوري